# Lex Quartel
Lex Quartel (Ugchelen, 1942) is een Nederlands kunstenaar.

## Leven en werk
Quartel werd in 1942 geboren in Ugchelen. Al vrij jong was hij genoodzaakt te gaan werken in de wasserij “De Nieuwe Olifant” van zijn ouders, maar al op jonge leeftijd was duidelijk dat tekenen zijn passie was. Zijn vader liet hem daarom in de leer gaan bij de Apeldoornse kunstschilder Wim Helder. Nadat hij zijn tekenakte had gehaald ging hij als tekenleraar werken op een MAVO. Intussen bekwaamde hij zich in de avonduren verder in kunstvaardigheden aan de kunstacademie te Arnhem. In de jaren 70 en 80 maakte hij met een aantal collega's deel uit van de Apeldoornse schilderskring 'de Bent'. Zijn specialiteiten waren olieverfschilderen en in mindere mate ook aquarelleren. Daarnaast heeft hij zich ook beziggehouden met bronsgieten. In Ugchelen staan twee kunstwerken van zijn hand: De papierschepper, als eerbetoon aan de Ugchelse papierindustrie en De sok, in de Sokkenbuurt.
Quartel is naast zijn werkzaamheden als kunstenaar ook actief als keurmeester van honden; met name rottweilers.
De kunstenaar woont en werkt in Bruggelen, het bosgebied tussen Ugchelen en Beekbergen.

## Werken in de openbare ruimte

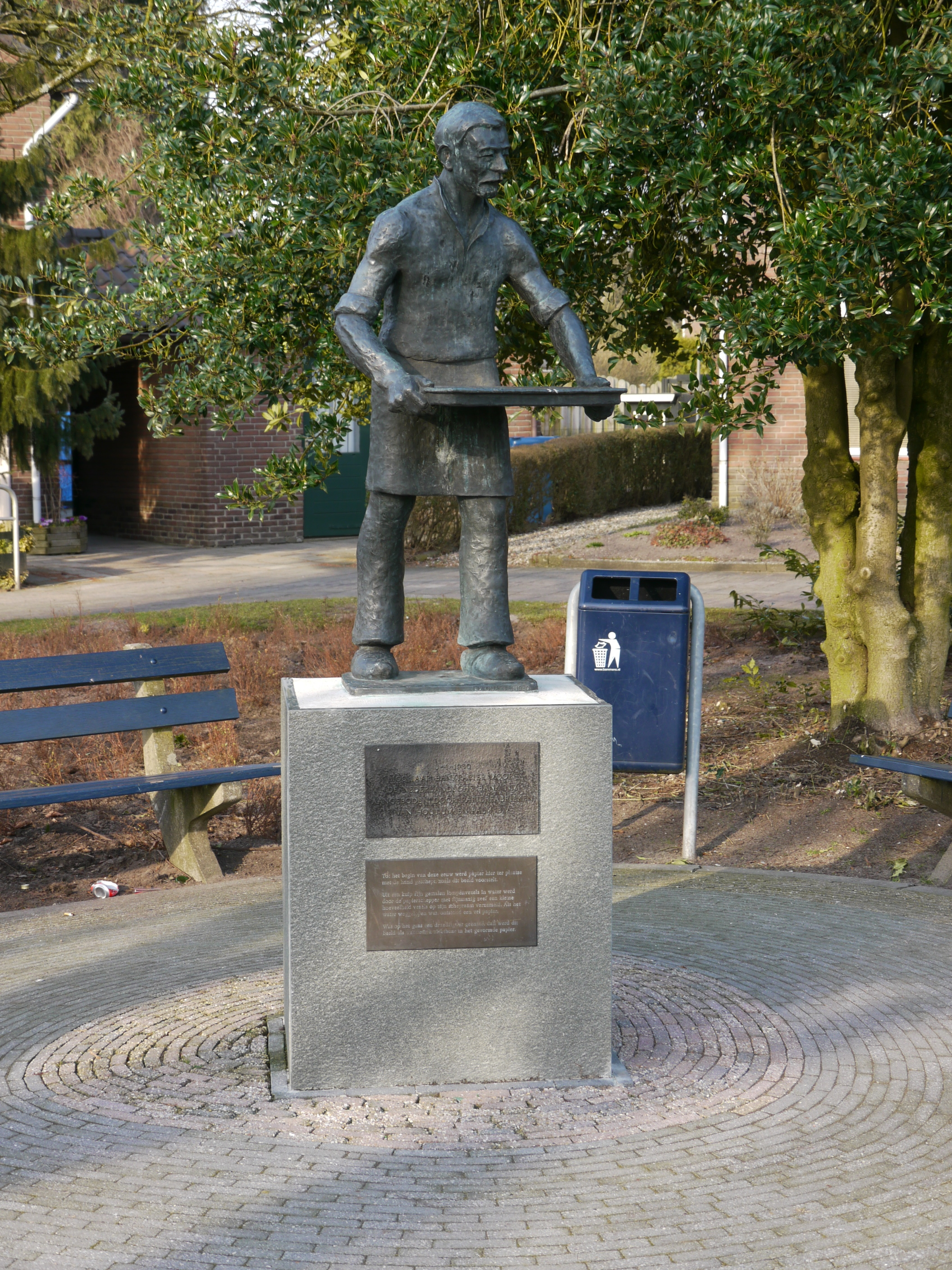
De papierschepper (1980)
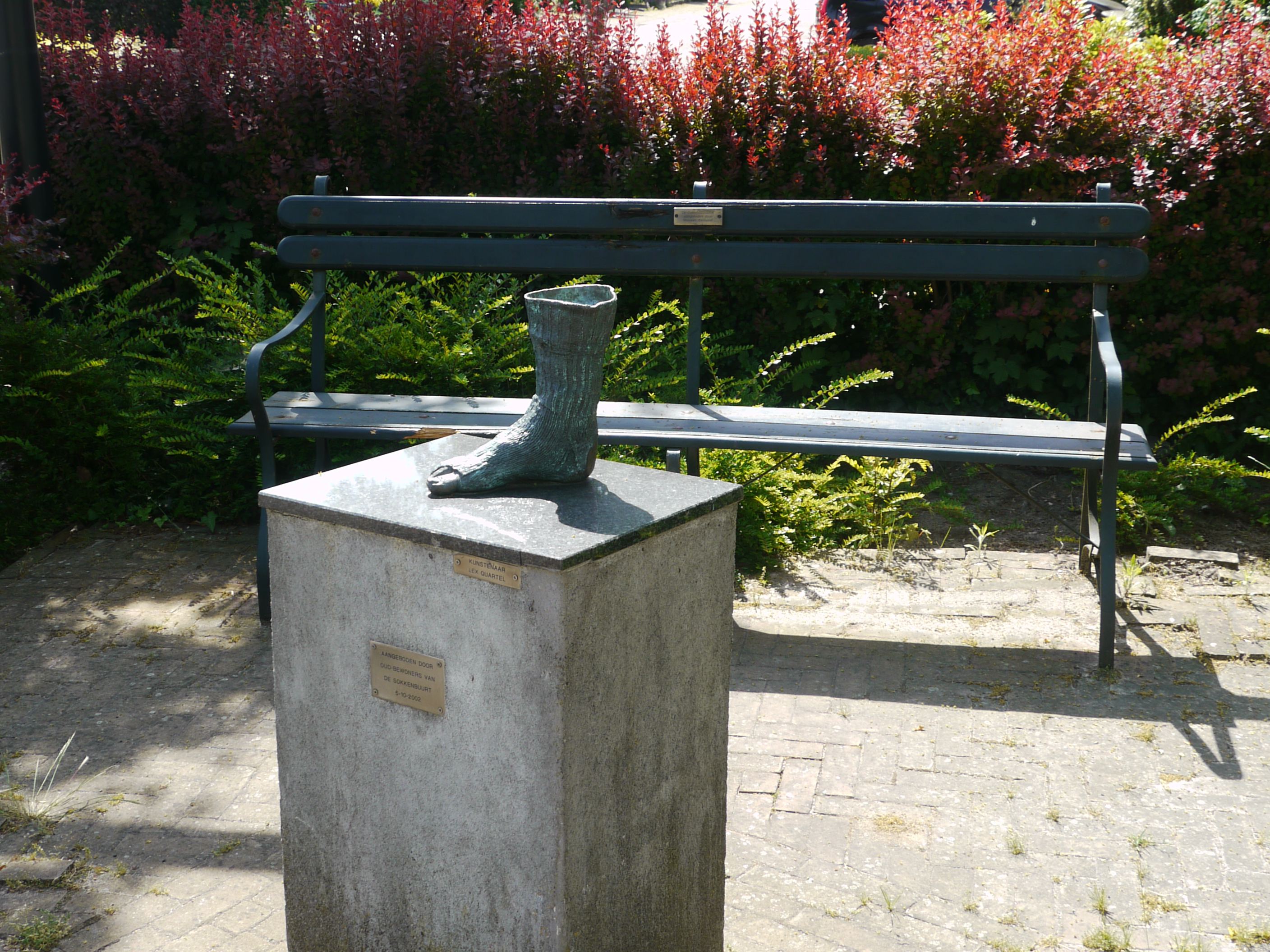
De sok (2002)